# Zygodon semitortus
Zygodon semitortus är en bladmossart som beskrevs av Mitten 1863. Zygodon semitortus ingår i släktet ärgmossor, och familjen Orthotrichaceae. Inga underarter finns listade i Catalogue of Life.